# USA's præsident
Præsidenten for Amerikas Forenede Stater, på USA's nationalsprog engelsk, The president of the United States of America, ofte forkortet POTUS, et akronym for president of the United States, er såvel statsoverhoved som regeringschef for USA, samt øverstbefalende for USA's forsvar. Præsidenten vælges for en periode på fire år og kan kun genvælges én gang. Den nuværende og 47. præsident er republikaneren Donald Trump.